# Zeuxis (artista)
Zeuxis (en llatí Zeuxis, en grec antic Ζεῦξις) fou un artista grec que va treballar a Roma. Era orfebre i realitzava objectes d'or (aurífex) en temps d'August, al qual va servir. Era un llibert de l'emperador segons una inscripció al columbarium de Lívia.